# Robert Walter Johnson
Robert Walter Johnson (Norfolk (Virginia), 16 april 1899 – Lynchburg (Virginia), 28 juni 1971) was een Amerikaans arts. Hij stichtte het juniorenontwikkelingsprogramma voor de American Tennis Association voor Afro-Amerikaanse jongeren. Daar coachte hij de loopbaan van tennisgrootheden zoals Arthur Ashe en Althea Gibson.

## Biografie
Johnson studeerde in 1924 af aan de Lincoln University (Pennsylvania), een traditioneel zwarte universiteit.
Johnson was de eerste Afro-Amerikaanse arts die recht van praktijkvoering verwierf in het Lynchburg General Hospital in Virginia. Johnson voerde zijn medische praktijk in Lynchburg, gedurende zijn gehele loopbaan.
Bekend als de "peetvader" van het zwarte tennis, stichtte Johnson een gratis tennistrainingskamp voor Afro-Amerikaanse kinderen en hij stelde leraren aan. In die jaren van rassenscheiding in het zuiden van de Verenigde Staten waren er geen openbare banen waar ze konden leren tennissen, en velen konden de lessen niet betalen. Johnson speelde een cruciale rol bij het aanmoedigen van de sportcarrières van zowel Althea Gibson als Arthur Ashe, die hij persoonlijk begeleidde.

## Eerbewijzen
- In 2009 werd Johnson wegens zijn bijdragen opgenomen in de Tennis Hall of Fame.[4]
- Zijn huis en trainingcentrum, het Dr. Robert Walter Johnson House and Tennis Court, werd in 2002 opgenomen in het National Register of Historic Places.[1]
- Het Walter Johnson Health Center, een groot centrum voor gezondheidszorg en gezondheidsvoorlichting in Lynchburg, is naar hem genoemd.[5]
- Ook het "Dr. Robert Walter Johnson Memorial Invitational Tennis Championship", in Petersburg (Virginia) is naar hem genoemd.[6]